# 奈良学園大学の人物一覧
奈良学園大学の人物一覧（ならがくえんだいがくのじんぶついちらん）は、奈良学園大学に関係する人物の一覧記事。

## 教職員
- 梶田叡一（奈良学園大学初代学長。元中央教育審議会副会長)
- 森一郎（元本学教授。『試験にでる英単語』著者）
- 西岡茂樹（合唱指揮者。元本学情報学部教授）

## 出身者

### 野球
- 桑原謙太朗（元NPB 阪神タイガース 投手）
- 蕭一傑（元NPB 福岡ソフトバンクホークス 投手。CPBL 味全ドラゴンズ 投手コーチ）
- 宮本丈（NPB 東京ヤクルトスワローズ 内野手）
- 村上海斗（元NPB 読売ジャイアンツ 内野手）
- 山井大介（元NPB 中日ドラゴンズ 投手）
- 山口弘佑（元NPB 北海道日本ハムファイターズ 投手）
- 湯舟敏郎（元NPB 阪神タイガース 投手。プロ野球解説者）
- 吉田利一（元NPB 中日ドラゴンズ 捕手）
- 中村光雄（元独立リーグ ホワイトサンズ・パプフィッシュ 投手）※中退
- 西本泰承（元独立リーグ 高知ファイティングドッグス 内野手）
- 矢野広将（独立リーグ 富山GRNサンダーバーズ 外野手）

### サッカー
- 染矢一樹（Jリーグ アスルクラロ沼津 ミッドフィールダー）
- 森重達也（元Jリーグ セレッソ大阪 フォワード）
- 伊藤健史（元JFL ブラウブリッツ秋田 ディフェンダー）
- 石川龍太 (モンゴル・リーグ エルチム ミッドフィールダー)

### バスケットボール
- 石川真衣（元WJBL 新潟アルビレックスBBラビッツ フォワード。同普及部コーチ）
- ヌンイラ玲美（WJBL 日立ハイテク クーガーズ センター／フォワード）
- 陽本麻優（WJBL 新潟アルビレックスBBラビッツ ポイントガード）

### 芸能
- 桂ちきん（落語家）
- 寺本圭佑（歌手）
- ハロー植田（お笑い芸人）

### 政治
- 齊藤健一郎（参議院議員）

### 経済
- 田島哲康（株式会社サカイ引越センター代表取締役社長）
- 田中猛（元アサヒペン 代表取締役社長）※中退
- 西本資史（福島宝山グループ 代表）

### その他
- もこう (ゲーム実況者、YouTuber）